# Красуня Москви (сорт бузку)

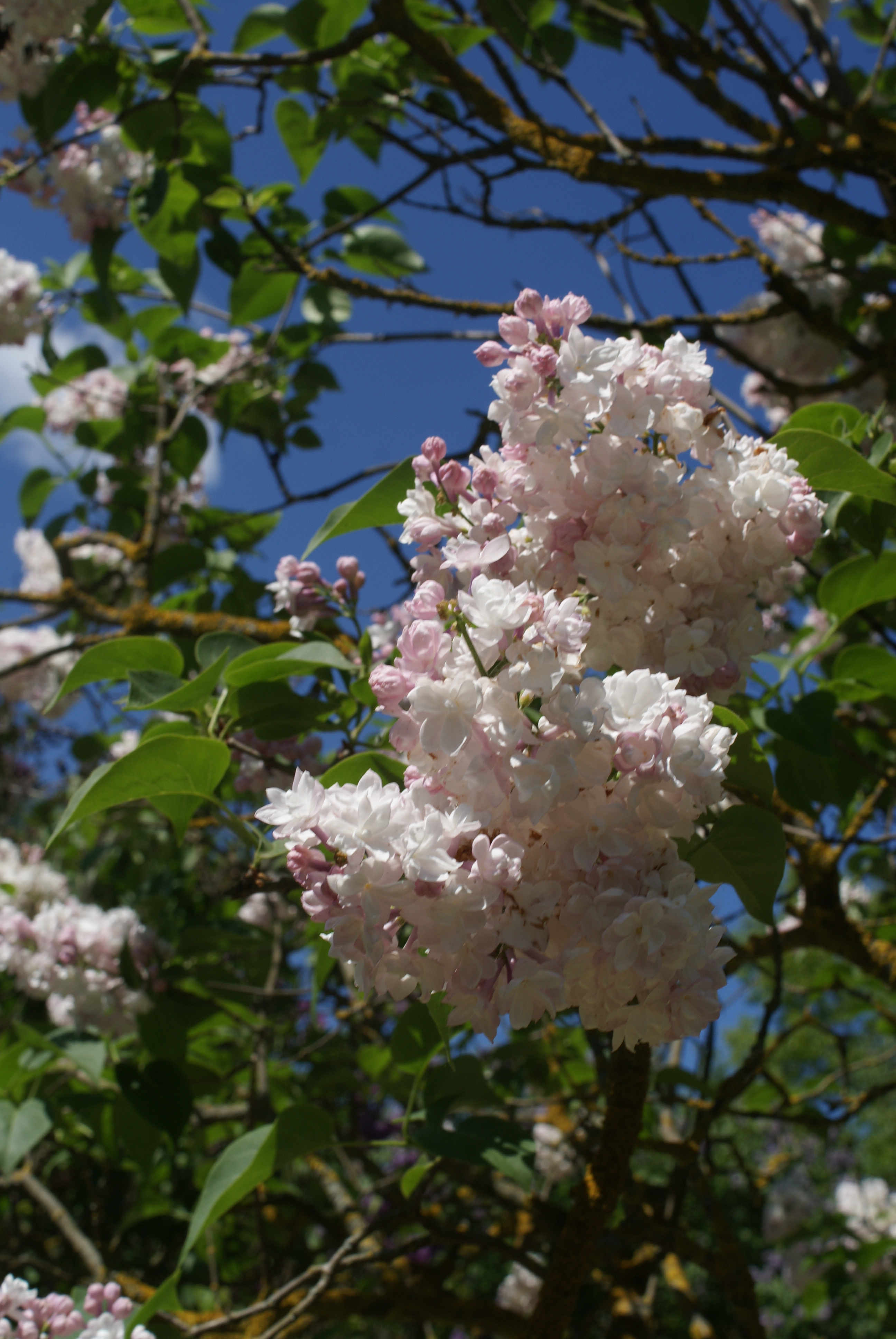

Красуня Москви (лат. Syringa vulgaris 'Krasavitsa Moskvy', рос. Сирень обыкновенная 'Красавица Москвы') — сорт бузку звичайного.

## Опис
Кущі середньої висоти, широкі, з міцними гілками. Діаметр крони дорослої рослини близько 3 м, висота близько 4 м.
Листки великі, подовжено-яйцюваті, зі стрілоподібно загостреним кінчиком.
Бутони великі рожево-лілові.
Квітки рожево-білі з трохи проступаючим лілуватим нальотом, до кінця цвітіння білі, великі, діаметром 2,5 см, махрові (з 2-3 зближених віночків), дуже ароматні, подібні за формою квіток з поліантовими трояндами, стійкі, пелюстки підняті.
Суцвіття вертикально розташовані, з 1-2 пар міцних, струнких, пірамідальних, ажурних мітелок розміром 25х12 см.
Цвіте помірно, але тривало в середні терміни.
Розмножують щепленням і зеленим живцюванням, вкорінюваність 50-80 %.
Коренева шийка посадженої рослини повинна бути вище рівня ґрунту на 3-4 см.на кислих ґрунтах рожевий відтінок може бути блякло-ліловим.